# Pianibbie
Pianibbie è una contrada del comune di Casoli, in provincia di Chieti.

## Storia
Sorto come insediamento di case coloniche nel pianoro ai piedi del borgo rurale di Ripitella, conobbe una rapida urbanizzazione a partire dal 1912, quando vi venne eretta una stazione sulla linea ferroviaria Adriatico-Sangritana.
Pianibbie divenne così il centro di riferimento per tutte le contrade del comune di Casoli sulla riva sinistra del fiume Aventino con propaggini verso Sant'Eusanio del Sangro e Guardiagrele (Collebarone, Fiorentini, Piano Carlino, Ripitella, Taloni, Verratti...).

## La chiesa dell'Ausiliatrice
Nel 1929, in concomitanza con la costruzione della basilica di Santa Maria Ausiliatrice in via Tuscolana a Roma, il vicario foraneo di Casoli, l'arciprete Giuseppe Colanzi (particolarmente legato alla congregazione delle Salesiane), fece edificare nella contrada una cappella dedicata alla Vergine, onorata con il titolo più caro a don Bosco: l'arcivescovo di Chieti nel 1963 elevò la piccola chiesa di Maria Santissima Ausiliatrice di Pianibbie a parrocchia.
L'edificio, a navata unica, è preceduto da un pronao sovrastato da terrazzo sorretto da quattro pilastri: la facciata a capanna termina con uno svelto campanile a vela disposto sull'asse centrale. All'interno sono conservati due dipinti di notevoli dimensioni raffiguranti la battaglia di Lepanto e l'assedio di Vienna. L'altare (decorato con la scena del sacrificio di Abramo), l'ambone ed il tabernacolo sono scolpiti in pietra della Majella.

## Manifestazioni
Sin dall'anno dell'erezione della chiesa, nei giorni 13 e 14 maggio a Pianibbie veniva celebrata la festa della patrona (fiera il 13 e solenne processione il 14): in anni più recenti le celebrazioni sono state spostate al giorno 24 dello stesso mese.
Nel periodo agostano vi vengono organizzati un importante torneo di calcetto e nell'ultimo weekend la sagra della Pizza Scima.